# Abierto de Estados Unidos 2003

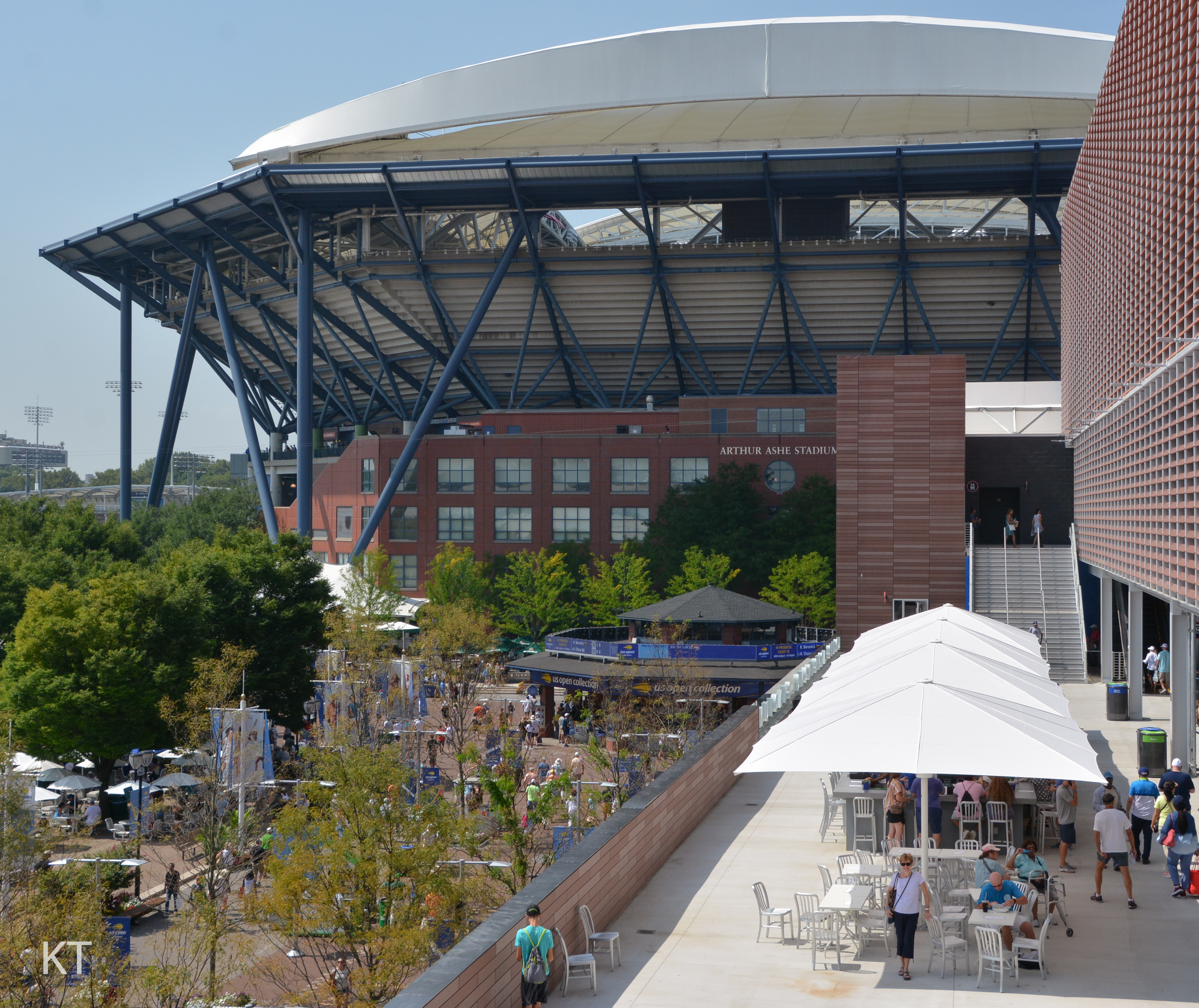
Segundo día del Abierto de USA.

Lista de los campeones del Abierto de los Estados Unidos de 2003:

## Individual Masculino
Andy Roddick (USA) d. Juan Carlos Ferrero (ESP), 6-3, 7-6, 6-3

## Individual Femenino
Justine Henin-Hardenne (BEL) d. Kim Clijsters (BEL), 7-5, 6-1

## Dobles Masculino
Jonas Björkman (SWE)/Todd Woodbridge (AUS) d. Bob Bryan/Mike Bryan (USA), 5-7, 6-0, 7-5

## Dobles Femenino
Virginia Ruano Pascual (ESP)/Paola Suárez (ARG) d. Svetlana Kuznetsova (RUS)/Martina Navratilova (USA), 6-2, 6-2

## Dobles Mixto
Katarina Srebotnik (SLO)/Bob Bryan (USA) d. Lina Krasnoroutskaya (RUS)/Daniel Nestor (CAN), 5-7, 7-5, 7-6(5)

## Individual Masculino
Jo-Wilfried Tsonga (FRA) d. Marcos Baghdatis (CYP), 7-6, 6-3

## Individual Femenino
Kirsten Flipkens (BEL) d. Michaella Krajicek (NED), 6-3, 7-5
- Datos: Q221649

| Predecesor: Abierto de los Estados Unidos 2002 | Abierto de los Estados Unidos 2003 | Sucesor: Abierto de los Estados Unidos 2004 |
| Predecesor: Campeonato de Wimbledon 2003       | Grand Slam 2003                    | Sucesor: Abierto de Australia 2004          |